# Christoph Kaldenbach
Christoph Kaldenbach (Schwiebus (nu het Poolse Świebodzin), 11 augustus 1613 – Tübingen, 16 juli 1698) was een Duitse dichter en componist uit de baroktijd. Hij gebruikte ook wel de schuilnaam Celadon. In Koningsbergen, waar hij jaren woonde, maakte hij deel uit van de Kürbishütte, de kring dichters en musici rond Simon Dach en Robert Roberthin.

## Levensloop
Kaldenbach volgde het gymnasium in Frankfurt an der Oder en studeerde daarna aan de universiteit van die stad. In 1631 zette hij zijn studie voort aan de Albertina-universiteit in Koningsbergen. Hij onderbrak zijn studie enkele malen. In de buurt van Memel was hij twee jaar huisleraar op een landgoed. Zelf leerde hij er Pools. In 1639 werd hij conrector en in 1645 prorector aan de Latijnse school in de Altstadt. In 1647 verkreeg hij de titel magister in de filosofie. In 1651 werd hij benoemd tot hoogleraar in de Oudgriekse taal aan de Albertina-universiteit.
In 1636 stichtte de dichter Robert Roberthin samen met een groep vrienden het Gesellschaft der Sterblichkeit Beflissener, een gezelschap dichters en musici die zich bezighielden met het geestelijke lied. De tien à twaalf leden kwamen bijeen in de tuin van Heinrich Albert, de organist van de Dom. Albert kweekte pompoenen, vandaar dat de vriendenkring zich ook wel Kürbishütte (‘pompoenenprieel’) noemde. Latere letterkundigen noemden de groep vaak Königsberger Dichterkreis (Koningsberger dichterkring). De leden lazen in de tuin hun gedichten voor en musiceerden samen. In 1641 kwam daaraan een eind, toen de gemeentelijke overheid de tuin onteigende omdat ze daar woningen wilde neerzetten, maar de leden bleven contact houden. Het bekendste lid van de Kürbishütte was Simon Dach. Kaldenbach sloot zich bij deze vriendenkring aan. Hij schreef vooral gelegenheidspoëzie, zoals bruilofts- en begrafenisliederen.
In 1655 kreeg Kaldenbach een aanbod van de universiteit van Tübingen om daar de leerstoel ‘welsprekendheid, geschiedenis en dichtkunst’ te gaan bekleden. Hij accepteerde het aanbod. In Tübingen publiceerde hij vooral over retorica en poëzie. Ook hier schreef hij gelegenheidspoëzie.
Naast gedichten en liederen publiceerde hij twee toneelstukken (Hercules am Wege der Tugend und Wollust, 1635, en Babylonischer Ofen, 1646), essays, en leerboeken, waaronder Compendium Rhetorices, een studieboek op het terrein van de retorica, dat in zijn tijd op de scholen werd gebruikt. Hij schreef in het Duits, Latijn, Grieks, Hebreeuws, Pools, Frans en Italiaans. Bij de liederen in zijn bundel Deutsche Sappho, oder Musicalische Getichte componeerde hij zelf de melodie. In de in acht delen Arien und Melodeien, met liederen die op muziek zijn gezet door Heinrich Albert, zijn ook enkele teksten van Kaldenbach te vinden onder diens schuilnaam Celadon.
Kaldenbach bereikte de leeftijd van 84 jaar en was in zijn leven viermaal getrouwd. Hij had één zoon, ook Christoph geheten. In zijn nalatenschap bevonden zich vele gedichten van de Koningsberger dichterkring, die in de archieven van de universiteit worden bewaard. Van een aantal gedichten is het exemplaar in Tübingen het enige.

## Werken (selectie)
- Deutsche Eclogen, Koningsbergen, 1648.
- Deutsche Grab-Gedichte (2 delen), Elbing, 1648.
- Deutsche Sappho, oder Musicalische Getichte, Koningsbergen, 1651 (met noten door Heinrich Albert); uitgebreide editie, Stuttgart, 1687.
- Poetice Germanica: Seu de Ratione Scribendi Carminis Teutonici Libri Duo, Neurenberg, 1674.
- Compendium Rhetorices: Pro Scholis in Ducato Wirtembergico, Tübingen, 1682.
- Deutsche Lieder und Getichte, Tübingen, 1683.
- Christoph Kaldenbach, Auswahl aus dem Werk, verzorgd door Wilfried Barner met een biografie door Reinhard Aulich, Niemeyer, Tübingen, 1977 (in feite verschenen in 1978).

### Een voorbeeld van Kaldenbachs poëzie
| Origineel | Nederlandse vertaling |
| --- | --- |
| Im Fall dich wo geheime Schmertzen Beängsten mit betrübtem Hertzen: So schone die bemühte Pein Selbst bey dir zu begraben ein. Geh hin zum Freunde, der dich liebet, Und melde, was dich so betrübet. Laß irgend ausser deinem Hauß Dich in Gesellschaft frölich aus. Offt ist wo durch verborgne Funcken Ein hoher Eichbaum noch gesuncken, Der lang‘ auf umb begrüntem Rund Für seinem Eisen sicher stund. Manch Kummer hat in Freundes Ohren Die Schärffe seiner Kraft verlohren: Und kam, ins Feld geschicket aus, Je minder wiederumb zu Hauß. Durch Klagen hört man auff zu klagen. Fleuch selbst im Winckel dich zu nagen: Und streck‘ hier wo dich ohngefähr Schau so ins grüne Graß daher. | Wanneer geheime smarten Jou beangstigen met bedroefd hart, Zie er dan vanaf de moeizame pijn In jezelf te begraven. Ga naar een vriend die van je houdt En vertel hem wat jou zo bedroeft. Uit jezelf ergens buiten je huis In gezelschap onbekommerd. Vaak gaat door verborgen vonken Een hoge eikenboom alsnog ten onder, Die lange tijd midden in het groen Geen bijl hoefde te vrezen. Veel verdriet heeft in het oor van een vriend De scherpte van zijn kracht verloren: En kwam, eenmaal naar buiten gebracht, Sterk verminderd weer thuis. Door klagen houdt men op te klagen. Vlucht zelf in een hoekje om te gaan kniezen: En je kunt je eigenlijk net zo goed neervlijen En je verdiepen in het groene gras. |

- Biblioteca Nacional de España: XX5654761
- Bibliothèque nationale de France: cb124823003 (data)
- Gemeinsame Normdatei: 118559486
- International Standard Name Identifier: 0000 0001 0899 022X
- Nationale Bibliotheek van Letland: 000230756
- Nationale Bibliotheek van Tsjechië: xx0302008
- Nederlandse Thesaurus van Auteursnamen: 071950028
- Réseau des bibliothèques de Suisse occidentale: 02-A011263790
- Istituto Centrale per il Catalogo Unico: UBOV692365
- Système universitaire de documentation: 034025189
- Virtual International Authority File: 49326134
- WorldCat: E39PBJkMK6gTr4qdyWGmVPBgKd